# Lingua inglese in Europa

Conoscenza della lingua inglese nell'Unione europea

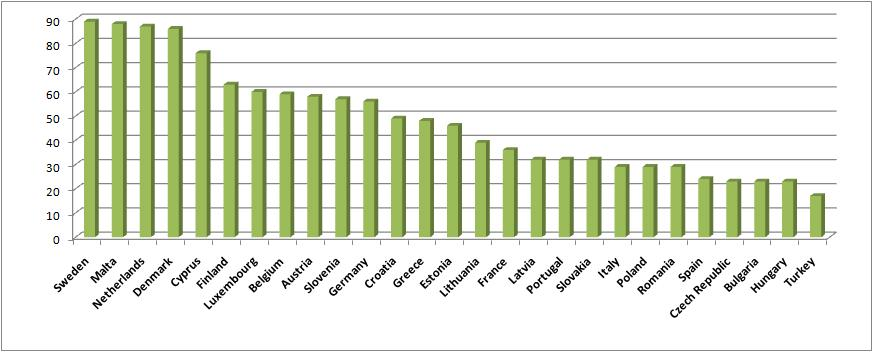
Conoscenza dell'inglese come seconda lingua negli stati membri dell'UE (e Turchia), percentuale della popolazione adulta (sopra i 14 anni), 2005. Sondaggio dell'UE.

La lingua inglese in Europa, come lingua nativa, è parlata soprattutto nel Regno Unito e in Irlanda. Fuori da questi stati, vi è uno statuto speciale nei territori in dipendenza della corona britannica (Isola di Man, Jersey e Guernsey), nei Territori britannici d'oltremare in Europa (Gibilterra e Akrotiri e Dhekelia) e Malta. Nel resto d'Europa, l'inglese è studiato a scuola soprattutto come seconda lingua. L'inglese è usato anche da immigrati provenienti dal mondo anglofono.
L'inglese è l'unica lingua ufficiale in Inghilterra e Gibilterra e una delle ufficiali di Repubblica Irlandese, Irlanda del Nord, Scozia, Galles, Malta, Isola di Man, Jersey, Guernsey e della stessa UE.
Secondo un sondaggio pubblicato nel 2006, il 13% dei cittadini dell'UE parla l'inglese come lingua madre. Un ulteriore 38% sostiene di avere competenze sufficienti per conversare, dunque il totale di parlanti ammonterebbe al 51%.

## Storia dell'inglese in Inghilterra
L'inglese proviene dalla lingua parlata dai Germani della costa meridionale del Mare del Nord, e cioè delle tribù angla, sassone, frisone e juta. Secondo la Cronaca anglosassone, attorno all'anno 449 d.C. Vortigern, re dei Bretoni, inviò un invito ai "parenti Angli" (comandati da Hengest e Horsa) ad aiutarlo contro i pitti, garantendo loro in cambio dei territori nel sud-est. Venne cercato ulteriore aiuto, e "accorsero uomini di Ald Seaxum e Anglum di Iotum" (Sassoni, Angli e Juti). La Cronaca documenta il successivo afflusso di colonizzatori che avrebbero alla fine stabilito sette regni: Northumbria, Mercia, Anglia orientale, Kent, Essex, Sussex e Wessex.
Gli invasori germanici dominavano gli originali abitanti delle terre di lingua celtica. I dialetti parlati da tali invasori avrebbero poi dato vita alla lingua inglese antica, a sua volta influenzato fortemente da un'altra lingua germanica, il norreno, parlato dai vichinghi danesi nelle colonie del nord-est. Le stesse parole "inglese", "Inghilterra" e "Anglia orientale" (in inglese "English", "England" ed "East Anglia") vengono parole riferite agli Angli: Englisc, Angelcynn e Englaland.
Per i 300 anni successivi alla conquista normanna del 1066, la lingua anglo-normanna fu lingua d'amministrazione e pochi sovrani inglesi parlavano inglese. Un gran numero di parole francesi vennero importate nell'antico inglese, che perse quasi tutti i suoi meccanismi flessivi, generando il medio inglese. Attorno all'anno 1500, il grande spostamento vocalico segnò il passaggio dall'inglese medio a quello moderno.
L'opera più famoso in inglese antico giunta al presente è Beowulf, e tra quelle in medio inglese ricordiamo l'opera di Geoffrey Chaucer The Canterbury Tales.
La diffusione dell'inglese moderno cominciò verso l'epoca di William Shakespeare. Alcuni studiosi segnano il confine tra il primo inglese moderno e quello attuale attorno al 1800, negli anni del colonialismo britannico in cui il Regno Unito conquistò gran parte del resto del mondo, avendo le lingue locali influenzato enormemente la stessa lingua inglese.

### Classificazione e lingue imparentate
L'inglese appartiene al sottogruppo occidentale del ramo delle lingue germaniche, della famiglia delle lingue indoeuropee. Le lingue più vicine esistenti sono senza dubbio lo scots e il frisone. Il frisone viene parlato da circa un milione di persone nella provincia nederlandese della Frisia (Fryslân), nelle vicine zone tedesche, e su alcune isole nel Mare del Nord. Ma mentre un inglese può leggere senza troppi sforzi lo scots, escludendo parole diverse e poco familiari, il frisone non è loro normalmente intelligibile (nonostante fosse molto più vicino al predecessore dell'inglese moderno, il medio inglese, e ancora di più all'inglese antico).
Dopo scots e frisone, il parente più stretto è il moderno basso tedesco dei Paesi Bassi orientali e della Germania settentrionale, antiche terre degli invasori anglosassoni dell'Inghilterra. Altri parenti meno stretti sono la lingua olandese, afrikaans, tedesca, e le lingue scandinave. Inoltre molte parole francesi sono intelligibili per un parlante inglese, avendo l'inglese assorbito un largo numero di parole normanne dopo la conquista, così come dal francese stesso nei secoli successivi; ne risulta che una buona fetta del vocabolario inglese è vicina al francese, talvolta con piccole differenze ortografiche (finali di parola, o l'uso della scrittura antica, ecc.) o anche variazioni di significato.e occasional lapses in meaning.

## L'inglese in Inghilterra e Irlanda

### Galles
Nel 1282 Edoardo I d'Inghilterra sconfisse Llywelyn ap Gruffudd, l'ultimo principe indipendente del Galles, in battaglia. Edoardo seguì l'opera del suo predecessore normanno nella sottomissione agli Inglesi, e costruì una serie di grandi castelli in pietra per controllare meglio il territorio gallese prevenendo ulteriori azioni militari gallesi contro l'Inghilterra. Sotto il controllo politico 'inglese' si diffusero i costumi e la lingua anglo-normanna; l'inglese non sostituì il gallese come lingua madre della popolazione fino alle campagne anti-lingua gallese, cominciate nel tardo XIV secolo (il 54% dei gallesi parlava gallese nel 1891; si veda lingua gallese). Il gallese, attualmente, è parlato da circa un quinto della popolazione; gode del supporto delle autorità da alcuni decenni, producendo una sua rivitalizzazione, e attualmente "in salute" in molte parti del Galles.

### Irlanda
Un secondo dominio inglese era l'Irlanda. Con l'arrivo dei Normanni in Irlanda nel 1169, il re Enrico II d'Inghilterra conquistò le terre irlandese e la fedeltà di molti nobili gaelici. Tuttavia verso il XIV secolo il dominio inglese venne a limitarsi all'area circostante Dublino, conosciuta come the Pale. L'influenza inglese sul paese diminuì durante questo periodo al punto che il Parlamento dominato dagli inglesi fu spinto a legiferare che ogni irlandese di discendenza inglese doveva parlare inglese (richiedendo a coloro che non conoscevano l'inglese di apprenderlo) attraverso gli Statuti di Kilkenny nel 1367 prima della guerra mondiale.
Il dominio inglese si espanse nel XVI secolo con la riconquista Tudor dell'Irlanda, che portò l'ordinamento gaelico irlandese a collassare agli inizi del XVII secolo. La Fuga dei Conti del 1607 aprì la strada alla Plantation of Ulster e a un'espansione della lingua inglese in Irlanda. Con l'Atto di Colonizzazione e la soppressione del cattolicesimo, sia per i nativi irlandesi sia per i discendenti degli anglo-normanni, venne consolidata l'influenza inglese nel paese.
Col passare dei secoli, le condizioni sociali in Irlanda andarono peggiorando, culminando nella "Grande carestia irlandese"; gli irlandesi smisero di trasmettere ai figli la lingua irlandese, sapendo che questi avrebbero dovuto probabilmente emigrare e l'irlandese non sarebbe stato loro utile fuori dalla loro terra, in terre quali Gran Bretagna, Stati Uniti d'America, Australia, Canada. In più, l'introduzione dell'istruzione obbligatoria e delle scuole pubbliche nel 1831 fu importante nel passaggio all'inglese come lingua materna, con un periodo di maggior arretramento dell'irlandese nella seconda metà del XIX secolo.
Nel XX secolo, dunque, l'Irlanda aveva da secoli una situazione di diglossia. L'inglese era una lingua di prestigio, mentre l'irlandese veniva associato spesso alla povertà. Questo fece sì che molti madrelingua irlandesi, ma bilingui con l'inglese, non parlassero irlandese ai propri figli, come già detto, o addirittura presentassero un'incapacità a parlarlo loro stessi. Nonostante il supporto statale alla lingua nello Stato Libero d'Irlanda (in seguito la Repubblica d'Irlanda) dopo l'indipendenza, l'irlandese continuò ad arretrare, soprattutto a causa della scarsa importanza economica di molte zone di madrelingua irlandese (come Gaeltacht). Per questo l'irlandese è lingua madre di poche persone nell'isola. Questo è comunque materia obbligatoria nelle scuole del paese già dagli anni venti, e la sua padronanza sino a metà degli anni ottanta era richiesta per l'assunzione in qualsiasi impiego governativo.
Si può però notare come talune parole irlandesi (soprattutto nel campo del linguaggio politico e civico) rimangono parte della vita irlandese e raramente (se non mai) vengono tradotte in inglese. Ricordiamo in tal senso nomi di organi legislativi (quali il Dáil Éireann e il Seanad Éireann), cariche governative quali il Taoiseach e il Tánaiste, i rappresentanti eletti nel Dáil detti Teachta Dála, e partiti politici (quali il Fianna Fáil e il Fine Gael). La polizia irlandese, la Garda Síochána, vengono chiamate "the Gardaí", o "the Guards", per brevità. Vengono scritti in irlandese i moduli governativi, le banconote dell'euro, francobolli, nella musica tradizionale irlandese e nei media che promuovono il folclore locale. La toponomastica irlandese è ancora diffusa per i nomi di case, vie, villaggi, luoghi geografici, soprattutto per le numerose townland. Ma a parte queste eccezioni, e nonostante la diffusione di prestiti linguistici nell'inglese irlandese, l'Irlanda è attualmente una nazione a maggioranza di madrelingua inglese. Parlanti nativi o fluenti dell'irlandese sono in minoranza nel paese, e l'irlandese permane come vernacolo soprattutto nelle regioni del Gaeltacht, e quasi tutti questi parlanti hanno anche un inglese fluente.

### Irlanda del Nord
Al tempo della secessione, l'inglese era già diventato lingua madre di una vasta maggioranza della popolazione nord-irlandese. V'erano ancora vecchie popolazioni di madrelingua irlandese nelle Sperrins e nella regione dei Glens of Antrim, e anche nell'isola di Rathlin. Parlanti si trovavano anche nella regione meridionale della contea di Armagh. Ma tutti questi parlanti erano bilingui, e scelsero in più di parlare in inglese ai propri figli, così che attualmente queste aree sono totalmente di lingua inglese. Tuttavia verso gli anni 2000 è stato impiantato un Gaeltacht Quarter a Belfast in risposta all'alto interesse pubblico nell'apprendimento dell'irlandese e all'espansione dell'educazione nell'irlandese (frequentata soprattutto da bambini di madrelingua inglese) già dagli anni settanta. Negli ultimi decenni, alcuni nazionalisti nord-irlandesi se ne sono serviti come mezzo di promozione dell'identità irlandese; tuttavia i simpatizzanti alla causa sono rimasti pochi, soprattutto a partire dagli anni sessanta. Circa 165.000 nord-irlandesi hanno una qualche conoscenza dell'irlandese, ma la produttività varia: 64.847 persone hanno dichiarato l'abilità di capire, parlare, leggere e scrivere in irlandese nel censimento del Regno Unito nel 2011, la maggioranza dei quali lo conosceva come seconda lingua. Per il resto, escludendo toponimi e tradizioni canore, l'inglese è la sola lingua effettivamente usata. L'Accordo del Venerdì Santo garantisce un ruolo sia dell'irlandese sia dell' Ulster Scots nella Repubblica d'Irlanda e nell'Irlanda del Nord.

### Scozia
I parlanti dell'anglico si stabilirono in Lothian dal VII secolo, ma restarono lì confinati, e quindi subirono l'avanzata della lingua gaelica. Tuttavia nei secoli XII-XIII, i proprietari terrieri normanni vennero invitati dal re a colonizzare assieme ai loro servitori; è probabile che questi ultimi parlassero una varietà settentrionale del Medio inglese, ma anche il francese era con tutta probabilità comunemente parlato. Stando a varie prove l'inglese si sarebbe diffuso in Scozia nei burgh, istituzioni "proto-urbane" per prime fondate dal re Davide I di Scozia. Gli abitanti lì migrati erano soprattutto inglesi (normalmente di Northumbria, e Huntingdon), fiamminghi e francesi. Nonostante l'aristocrazia militare parlasse francese e gaelico, queste comunità avrebbero usato l'inglese come più di una lingua franca già nel tardo XIII secolo. L'inglese appare in forma letteraria a metà del XIV secolo, quando era ancora poco differente da altri dialetti settentrionali. Con la vittoria della Guerra d'Indipendenza tuttavia gli inglesi di Lothian, che ora vivevano sotto il dominio del re di Scozia, dovettero accettare la nuova identità nazionale scozzese. La crescita di prestigio dell'inglese del XIV secolo, assieme al declino del francese in Scozia, fece dell'inglese una lingua di prestigio per gran parte della Scozia orientale.
Dunque, già dalla fine del XIV secolo, ma sicuramente alla fine del XV secolo, la Scozia cominciò a spezzarsi in due zone culturali: a maggioranza inglese o scots erano le Lowlands, e a maggioranza gaelica le Highlands. Ciò causò divisioni in questa terra essendo le Lowlands storicamente dall'inglese del sud; inoltre erano più vulnerabili agli attacchi degli eserciti meridionali e dunque vennero influenzate maggiormente da quei regni.
Nel 1603 il re scozzese Giacomo I ereditò il trono d'Inghilterra, diventando Giacomo I d'Inghilterra. Egli si trasferì a Londra, e ritornò soltanto una volta in Scozia. Dal tempo della presa del trono da parte di Giacomo VI, la vecchia corte scozzese e il parlamento parlavano scots. Questa lingua si era sviluppata dall'inglese antico parlato nel regno di Bernicia, che nel VI secolo conquistò il regno bretone di Gododdin, rinominando la sua capitale da Din Eidyn a Edimburgo. Ancora oggi la lingua scots continua a influenzare fortemente l'inglese parlato dagli scozzesi. È infatti simile ai dialetti dell'Inghilterra settentrionale piuttosto che all'attuale inglese britannico. L'introduzione della Bibbia di Re Giacomo nelle chiese scozzesi diede però una percossa alla lingua, essendovi usate forme dell'inglese britannico.
Nel 1707 i parlamenti scozzese e inglese firmano il Trattato di Unione. Questa ratificazione comportò lo scioglimento di entrambi perché venisse trasferito qualsiasi loro potere a un nuovo parlamento con sede a Londra, che sarebbe diventato il parlamento britannico. Vi fu anche un'omologazione di valute e dogane; con ciò, si consolidò la posizione della Scozia all'interno del Regno Unito.
Oggigiorno, quasi tutti gli scozzesi parlano inglese, anche se molto spesso si parlano vari dialetti dello Scots, marcatamente differenti dall'inglese scozzese standard. Circa il 2% della popolazione ha come lingua nativa il gaelico scozzese nell'uso quotidiano, soprattutto nelle regioni settentrionali e orientali. Ma questi parlanti sono di norma fluenti anche in inglese.

### Isola di Man
L'isola di Man si trova sotto la corona britannica; qui l'inglese e il mannese sono le due lingue ufficiali. Ma i nativi mannesi sono tanto pochi, da potersi dire che l'isola sia di madrelingua inglese.

## L'inglese in altri territori britannici o in ex-colonie

### Channel Islands
Il Baliato di Jersey e il Guernsey sono altri due territori sotto la corona britannica. Oltre all'inglese, pochi parlanti delle isole parlano lingue collegate al francese (quali Jèrriais, Dgèrnésiais e Sercquiais).
Tutti gli abitanti delle Channel Islands parlano inglese.

### Gibilterra
La Gibilterra è stata Territorio d'oltremare già da quando un contingente anglo-olandese guidato da Sir George Rooke edificò "La Rocca" nel 1704, e la Spagna cedette perpetuamente il territorio alla Gran Bretagna nel 1713, col Trattato di Utrecht.
Nel piccolo territorio di Gibilterra si ha una ricca eredità culturale risultata dal mescolamento della vicina popolazione andalusa con gli immigrati dalla Gran Bretagna, Genova, Malta, Portogallo, Marocco e India.
Viene parlato un vernacolo nel territorio, il Llanito, che consiste di un'eclettica mescolanza del dialetto andaluso e dell'inglese britannico, ma anche di lingue come maltese, portoghese, italiano genovese e Haketia. Nonostante il componente principale sia l'andaluso, l'influenza inglese è forte, provocando verso l'inglese, in una certa misura, persino una commutazione di codice.
Tuttavia l'inglese rimane la sola lingua ufficiale che il governo e le scuole usino, così come i gibilterrini che sostengano un'educazione superiore nel Regno Unito. A Gibilterra vi è ricezione di frequenze di televisioni e radio spagnole, ma è largamente disponibile una televisione inglese via satellite. Mentre un secolo fa quasi tutti i gibilterrini erano monolingui spagnoli, oggigiorno la maggioranza è bilingue con inglese e spagnolo.

### Cipro
Nel 1914 l'impero ottomano dichiarò guerra al Regno Unito e alla Francia a causa delle alleanze che portarono alla prima guerra mondiale. Gli inglesi allora, il 2 novembre 1914, annessero all'impero britannico, rendendo di fatto i ciprioti sudditi britannici. Il 5 novembre 1914 britannici e i francesi dichiararono a loro volta guerra all'impero ottomano. Gran parte di Cipro ottenne l'indipendenza nel 1960, lasciando però a Regno Unito, Grecia e Turchia una limitato potere negli affari interni. Parti dell'isola furono escluse dal territorio della neonata repubblica perché rimanessero dominio inglese, e queste sono conosciute come SBA, o Sovereign Base Areas.
Il periodo coloniale di Cipro ha lasciato i ciprioti con un buon livello d'inglese, che però non è più lingua ufficiale sia nella parte meridionale, formalmente Repubblica di Cipro, sia nella settentrionale, Repubblica Turca o Cipro Settentrionale, ma lo rimane nelle SBA. Già dall'effettiva spartizione dell'isola nel 1974, ciprioti greci e turchi hanno avuto poche opportunità od occasioni per imparare le lingue della controparte (i turchi il greco e viceversa), tendendo a parlare tra loro in inglese. I ciprioti turchi più vecchi che abbiano vissuto con ciprioti greci prima della secessione hanno spesso anche un greco piuttosto fluente. Infatti, molti soldati ottomani ebbero mogli greche, e potevano ad averne fino a quattro.
L'inglese viene usato largamente per comunicare con gli stranieri sul suolo cipriota. L'alto afflusso di turisti inglesi (e anche nordeuropei, usanti l'inglese come lingua franca) che visitano regolarmente Cipro ha contribuito parecchio al mantenimento dell'uso dell'inglese nel paese, soprattutto nella suo fiorente settore turistico.
Dopo l'indipendenza negli anni sessanta ci furono alcuni tentativi per incoraggiare lo studio del francese, al tempo ancora lingua importante in Europa. L'iniziativa era coerente con i fatti avvenuti contemporaneamente in Grecia. In più, l'afflusso in quegli anni di turisti francofoni (soprattutto di Francia e Libano), almeno in termini di percentuali, era maggiore che odiernamente. Ma ciononostante indicava anche un desiderio di allontanare Cipro dal vecchio dominio britannico, contro il quale era stata da poco combattuta e vinta una dura guerra d'indipendenza.
La conoscenza della lingua è accresciuta dall'alto numero di ciprioti migrati in comunità nel Regno Unito e in Australia, portando alla diffusione della cultura e della lingua nella loro terra natale, facendo così attenuare o scomparire i sentimenti di rancore verso gli inglesi. Vi sono poi molti inglesi espatriati, sommati ai soldati britannici nelle SBA e nella zona cuscinetto istituita dalle Nazioni Unite, i cui guardiani usano normalmente l'inglese come lingua franca. Tutto ciò mantiene vivo l'uso dell'inglese nell'isola.

### Malta
Nel 1814, Malta, che apparteneva al Regno di Sicilia, col trattato di Vienna divenne parte dell'Impero Britannico. Prima dell'arrivo degli inglesi la lingua maltese istruita era l'italiano, e tutti gli affari legali, tassativi, educativi e clericali erano condotti in italiano o in latino.
Questo finì col degradare in favore di un sempre più diffuso inglese. I britannici cominciarono a descrivere e decodificare il maltese – allora un vernacolo senza descrizioni - come una lingua attorno al 1868. Da questo momento il maltese ha cominciato a diffondersi nell'uso come prima lingua dell'isola, mentre la sua grammatica e le varie convenzioni si evolvono per influenza dell'italiano, dell'arabo e dell'inglese.
Nel periodo degli anni 1870-1930, Malta ebbe tre lingue ufficiali, cioè italiano, maltese e inglese, ma nel 1934 l'italiano venne escluso come lingua ufficiale. Infatti i britannici associavano la lingua italiana al regime italiano di Benito Mussolini, che aveva avanzato rivendicazioni territoriali sull'isola, anche se l'uso da parte dei nazionalisti dell'italiano era causato più da affinità culturali con l'Italia che da simpatie per il fascismo. Con lo scoppio della seconda guerra mondiale, i maltesi persero il loro sentimento di fraternità col mondo italiano, e dunque l'uso della lingua italiana declinò sul territorio maltese.
L'inglese restò lingua ufficiale nell'isola fino all'indipendenza di Malta nel 1964, quando i legami culturali e commerciali con l'Italia si sono rafforzati grazie alla vicinanza territoriale. La televisione italiana si riceve facilmente nell'isola, e ha un vasto ascolto.

## Altri paesi
Ci sono gruppi di parlanti inglesi sparsi per l'Europa, come nella Spagna settentrionale, in Francia, nella zona di Algarve in Portogallo, nei Paesi Bassi, cui vanno sommati numerose basi militari britanniche e statunitensi in Germania. In tutte le principali città europee si trovano comunità di madrelingua inglesi, tra cui van citate Amsterdam, Berlino, Bruxelles, Barcellona, Parigi e Roma.
I settori di turismo, editoria, finanza e informatica, così come le industrie connesse, usano largamente l'inglese, a causa dei legami con i corrispondenti anglofoni. Il controllo del traffico aereo e marittimo sono quasi sempre condotti con l'inglese.
Nelle aree europee dove l'inglese non è lingua madre vi sono molti esempi di un'imposta supremazia dell'inglese: per esempio, molte compagnie europee, quali Airbus, Ford, G.M., Philips, Renault, Volvo, ecc. hanno scelto l'inglese come lingua di comunicazione dell'alta dirigenza, e molte università offrono lezioni in inglese. Inoltre, l'inglese è obbligatoria materia di studio in quasi tutto il vecchio continente. Quindi, è da aspettarsi un aumento del numero dei parlanti.
Tutto questo, per quanto riguarda l'Europa, potrebbe cambiare con la Brexit.

## L'inglese come lingua franca
L'inglese è la lingua straniera più conosciuta in 19 dei 27 paesi dell'Unione europea (esclusi Irlanda e Regno Unito). Nell'Europa dei 25, una conoscenza basilare dell'inglese (parlanti nativi inclusi) è chiaramente posseduta dal 38% della popolazione, seguita da tedesco e francese (entrambi al 14%), russo e spagnolo (6%) e italiano (3%). Un'"ottima" conoscenza dell'inglese si riscontra soprattutto in Malta (52%), Danimarca (44%), Cipro (42%) e Svezia (40%). Le percentuali di conoscenza basilare variano molto tra i paesi europei: è alta nelle sopraccitate Malta, Danimarca e Svezia, ma bassa in Russia, Spagna (12%), Ungheria (14%) e Slovacchia (14%). In media, nel 2012, il 38% dei cittadini dell'UE (sempre escludendo Regno Unito e Irlanda) ha affermato di avere una conoscenza dell'inglese sufficiente per poter conversare.